# Métigny
Métigny – miejscowość i gmina we Francji, w regionie Hauts-de-France, w departamencie Somma.
Według danych na rok 1990 gminę zamieszkiwało 91 osób, a gęstość zaludnienia wynosiła 14 osób/km² (wśród 2293 gmin Pikardii Métigny plasuje się na 906. miejscu pod względem liczby ludności, natomiast pod względem powierzchni na miejscu 734.).